# Denhams trap
De Denhams trap (Neotis denhami) is een vogel uit de familie van de trappen (Otididae).

## Verspreiding en leefgebied
Deze soort komt wijdverspreid voor in Afrika en telt drie ondersoorten:
- N. d. denhami: van zuidwestelijk Mauritanië, Senegal en Gambia tot westelijk Ethiopië en noordelijk Oeganda.
- N. d. jacksoni: van Kenia tot noordelijk Zimbabwe, Congo-Kinshasa en zuidelijk Angola.
- N. d. stanleyi: Zuid-Afrika.